# 1518 a tudományban
Az 1518. év a tudományban és a technikában.

## Születések
- Li Shizhen, a Ming-dinasztia idején élt kínai orvos, gyógyszerész, természettudós († 1593)
- Ñuflo de Chavez spanyol felfedező, konkvisztádor, a bolíviai Santa Cruz de la Sierra város megalapítója († 1568)